# Йоганнес Шерр
Йоганнес Шерр (нім. Jóhannes Scherr; 3 жовтня 1817, Штутгарт — 21 листопада 1886, Цюрих) — німецький історик літератури, публіцист, письменник і громадський діяч.

## Біографія
З 1837 по 1840 рік провів в Тюбінгенському університеті, де вивчав, головним чином, філологію та історію. Літературна діяльність його в цей час обмежувалася головним чином сприянням братові, який писав книгу «Geschichte der religiösen und politischen Ideen» (1840); згодом Йоганн переробив самостійно цей твір під новою назвою «Geschichte der Religion» (1855).
Після видання книги «Wurtemberg im Jahre 1843» Шерр обраний членом вюртемберзького сейму. Під час революції в Німеччині 1848 він стояв на чолі демократичної партії. У промовах, виголошених ним в 1848-50 рр., відстоював єдність країни. Участь його в одній народній сходці в Рейтлінгері послужило приводом до засудження його на 15-річне ув'язнення в психіатричному будинку і Шерр змушений був тікати до Цюріха (Швейцарія), де був викладачем і професором історії та історії літератури політехнічного технікуму.